# Barry Guy
Barry Guy est un contrebassiste et compositeur de jazz et de musique contemporaine anglais, né le 22 avril 1947 à Londres. Barry Guy est surtout connu pour être le fondateur et principal compositeur du London Jazz Composers Orchestra. Ses activités musicales sont très diversifiées, allant de la musique baroque à la musique contemporaine, en passant par le free jazz et la musique improvisée.

## Musicien de Jazz et musiques improvisées
Né à Londres en 1947, Barry Guy commence sa carrière en tant que contrebassiste de free jazz dans un trio composé du pianiste Howard Riley et du batteur Tony Oxley. Il participe aussi au Spontaneous Music Ensemble de John Stevens.
IL collabore régulièrement avec les personnalités du free jazz: Evan Parker, Irène Schweizer, Barre Phillips, Marilyn Crispell ou Mats Gustafsson.

## Compositeur contemporain
Parallèlement à son activité dans le jazz, Barry Guy mène aussi une activité de compositeur. Des compositions pour cordes, Flagwalk (1983), The Eye of Silence (1988), Look Up ! (1990) et After the Rain (1992), mais aussi de nombreuses partitions pour ensemble.
En 1991, sa composition pour huit violoncelles, Look Up !, remporte le Royal Philharmonic Society Award de composition de chambre.